# De algunas señoras / Pum-Pum te maté
De algunas señoras / Pum-Pum te maté es un sencillo del cantautor y folclorista chileno Tito Fernández, lanzado en 1973 bajo el sello discográfico DICAP. Ninguno de los dos temas aparecieron en alguno de sus álbumes oficiales de la época.

## Lista de canciones
Toda la música compuesta por Tito Fernández. 
| Lado A |                                           |          |  |
| N.º    | Título                                    | Duración |  |
| 1.     | «De algunas señoras» (Me río del momiaje) |          |  |

| Lado B |                                                          |          |  |
| N.º    | Título                                                   | Duración |  |
| 2.     | «Pum-Pum te maté» (Y se hacían llamar Patria y Libertad) |          |  |